# Ginnastica ai Giochi della XVIII Olimpiade - Parallele simmetriche
La competizione delle parallele simmetriche di Ginnastica artistica dei Giochi della XVIII Olimpiade si è svolta al Tokyo Metropolitan Gymnasium dal 18 al 22 ottobre 1964.

## Programma
| Data            | Round          | Note                     |
| --------------- | -------------- | ------------------------ |
| 18 ottobre 1964 | Qualificazioni | Esercizi obbligatori     |
| 20 ottobre 1964 | Qualificazioni | Esercizi liberi          |
| 22 ottobre 1964 | Finale         | Partecipano i migliori 6 |

## Risultati

### Qualificazioni
| Pos. | Atleta                 | Nazione          | Obbligatori | Liberi | Totale |
| ---- | ---------------------- | ---------------- | ----------- | ------ | ------ |
| 1    | Yukio Endō             | Giappone         | 9,80        | 9,75   | 19,55  |
| 2    | Viktor Lisitsky        | Unione Sovietica | 9,80        | 9,70   | 19,50  |
| 2    | Shūji Tsurumi          | Giappone         | 9,75        | 9,75   | 19,50  |
| 2    | Miroslav Cerar         | Jugoslavia       | 9,70        | 9,80   | 19,50  |
| 5    | Sergej Diomidov        | Unione Sovietica | 9,65        | 9,70   | 19,35  |
| 6    | Franco Menichelli      | Italia           | 9,70        | 9,60   | 19,30  |
| 6    | Haruhiro Yamashita     | Giappone         | 9,65        | 9,65   | 19,30  |
| 6    | Giovanni Carminucci    | Italia           | 9,65        | 9,65   | 19,30  |
| 9    | Boris Šachlin          | Unione Sovietica | 9,60        | 9,65   | 19,25  |
| 10   | Viktor Leont'ev        | Unione Sovietica | 9,60        | 9,55   | 19,15  |
| 10   | Christian Guiffroy     | Francia          | 9,60        | 9,55   | 19,15  |
| 10   | Takuji Hayata          | Giappone         | 9,45        | 9,70   | 19,15  |
| 13   | Takashi Mitsukuri      | Giappone         | 9,60        | 9,50   | 19,10  |
| 14   | Jurij Titov            | Unione Sovietica | 9,60        | 9,45   | 19,05  |
| 14   | Jurij Capenko          | Unione Sovietica | 9,60        | 9,45   | 19,05  |
| 14   | Erwin Koppe            | Germania         | 9,50        | 9,55   | 19,05  |
| 14   | Luigi Cimnaghi         | Italia           | 9,45        | 9,60   | 19,05  |
| 18   | Siegfried Fülle        | Germania         | 9,50        | 9,50   | 19,00  |
| 18   | Rajmund Csányi         | Ungheria         | 9,50        | 9,50   | 19,00  |
| 18   | Stig Lindewall         | Svezia           | 9,50        | 9,50   | 19,00  |
| 18   | Klaus Köste            | Germania         | 9,40        | 9,60   | 19,00  |
| 22   | Walter Müller          | Svizzera         | 9,45        | 9,50   | 18,95  |
| 22   | Pavel Gajdoš           | Cecoslovacchia   | 9,40        | 9,55   | 18,95  |
| 22   | Kim Chung-Tae          | Corea del Sud    | 9,40        | 9,55   | 18,95  |
| 25   | Takashi Ono            | Giappone         | 9,60        | 9,30   | 18,90  |
| 25   | Philipp Fürst          | Germania         | 9,40        | 9,50   | 18,90  |
| 25   | Makoto Sakamoto        | Stati Uniti      | 9,40        | 9,50   | 18,90  |
| 28   | Olli Laiho             | Finlandia        | 9,35        | 9,50   | 18,85  |
| 28   | Joseph Stoffel         | Lussemburgo      | 9,35        | 9,50   | 18,85  |
| 30   | Jan Jankowicz          | Polonia          | 9,45        | 9,35   | 18,80  |
| 30   | Kim Gwang-Deok         | Corea del Sud    | 9,45        | 9,35   | 18,80  |
| 30   | Günter Lyhs            | Germania         | 9,40        | 9,40   | 18,80  |
| 30   | Bohumil Mudřík         | Cecoslovacchia   | 9,40        | 9,40   | 18,80  |
| 30   | Frederic Orendi        | Romania          | 9,40        | 9,40   | 18,80  |
| 30   | Aleksander Rokosa      | Polonia          | 9,35        | 9,45   | 18,80  |
| 30   | Ladislav Pazdera       | Cecoslovacchia   | 9,30        | 9,50   | 18,80  |
| 30   | Greg Weiss             | Stati Uniti      | 9,30        | 9,50   | 18,80  |
| 30   | Eugen Ekman            | Finlandia        | 9,30        | 9,50   | 18,80  |
| 30   | Anton Cadar            | Romania          | 9,30        | 9,50   | 18,80  |
| 40   | Peter Weber            | Germania         | 9,40        | 9,35   | 18,75  |
| 41   | Mikołaj Kubica         | Polonia          | 9,60        | 9,10   | 18,70  |
| 41   | Přemysl Krbec          | Cecoslovacchia   | 9,30        | 9,40   | 18,70  |
| 41   | Jeong Ri-Gwang         | Corea del Sud    | 9,30        | 9,40   | 18,70  |
| 41   | Harald Wigaard         | Norvegia         | 9,20        | 9,50   | 18,70  |
| 45   | Pasquale Carminucci    | Italia           | 9,45        | 9,20   | 18,65  |
| 45   | Lajos Varga            | Ungheria         | 9,40        | 9,25   | 18,65  |
| 45   | Gheorghe Tohăneanu     | Romania          | 9,40        | 9,25   | 18,65  |
| 45   | Angelo Vicardi         | Italia           | 9,25        | 9,40   | 18,65  |
| 45   | Ronald Barak           | Stati Uniti      | 9,25        | 9,40   | 18,65  |
| 45   | Todor Bachvarov        | Bulgaria         | 9,25        | 9,40   | 18,65  |
| 45   | Fredi Egger            | Svizzera         | 9,25        | 9,40   | 18,65  |
| 52   | István Aranyos         | Ungheria         | 9,40        | 9,20   | 18,60  |
| 52   | Alojz Petrovič         | Jugoslavia       | 9,25        | 9,35   | 18,60  |
| 52   | Raimo Heinonen         | Finlandia        | 9,15        | 9,45   | 18,60  |
| 55   | Fritz Feuz             | Svizzera         | 9,45        | 9,10   | 18,55  |
| 55   | Tine Šrot              | Jugoslavia       | 9,40        | 9,15   | 18,55  |
| 55   | Nikola Prodanov        | Bulgaria         | 9,25        | 9,30   | 18,55  |
| 55   | Hannu Rantakari        | Finlandia        | 9,20        | 9,35   | 18,55  |
| 55   | András Lelkes          | Ungheria         | 9,20        | 9,35   | 18,55  |
| 60   | Péter Sós              | Ungheria         | 9,30        | 9,20   | 18,50  |
| 60   | Richard Kihn           | Canada           | 9,25        | 9,25   | 18,50  |
| 60   | Janez Brodnik          | Jugoslavia       | 9,20        | 9,30   | 18,50  |
| 60   | Franz Fäh              | Svizzera         | 9,20        | 9,30   | 18,50  |
| 60   | Willie Weiler          | Canada           | 9,10        | 9,40   | 18,50  |
| 60   | Georgi Adamov          | Bulgaria         | 9,00        | 9,50   | 18,50  |
| 66   | Todor Kondev           | Bulgaria         | 9,25        | 9,15   | 18,40  |
| 66   | Michel Bouchonnet      | Francia          | 9,25        | 9,15   | 18,40  |
| 68   | Larry Banner           | Stati Uniti      | 9,45        | 8,90   | 18,35  |
| 68   | Kauko Heikkinen        | Finlandia        | 9,30        | 9,05   | 18,35  |
| 68   | Åge Storhaug           | Norvegia         | 9,30        | 9,05   | 18,35  |
| 68   | Gottlieb Fässler       | Svizzera         | 9,15        | 9,20   | 18,35  |
| 72   | Bernard Fauqueux       | Francia          | 9,40        | 8,90   | 18,30  |
| 72   | Andrzej Konopka        | Polonia          | 9,20        | 9,10   | 18,30  |
| 72   | Alexandru Szilaghi     | Romania          | 9,05        | 9,25   | 18,30  |
| 75   | Karel Klečka           | Cecoslovacchia   | 9,40        | 8,85   | 18,25  |
| 75   | Meinrad Berchtold      | Svizzera         | 9,30        | 8,95   | 18,25  |
| 75   | Otto Kestola           | Finlandia        | 9,05        | 9,20   | 18,25  |
| 75   | Győző Cser             | Ungheria         | 8,95        | 9,30   | 18,25  |
| 79   | Bruno Franceschetti    | Italia           | 9,20        | 9,00   | 18,20  |
| 79   | William Thoresson      | Svezia           | 9,15        | 9,05   | 18,20  |
| 79   | Mohamed Lazhari        | Algeria          | 9,15        | 9,05   | 18,20  |
| 79   | Petre Miclăuş          | Romania          | 9,10        | 9,10   | 18,20  |
| 83   | Ivan Čaklec            | Jugoslavia       | 9,25        | 8,90   | 18,15  |
| 83   | Velik Kapsazov         | Bulgaria         | 9,20        | 8,95   | 18,15  |
| 83   | Václav Kubíčka         | Cecoslovacchia   | 8,85        | 9,30   | 18,15  |
| 83   | Leif Koorn             | Svezia           | 8,80        | 9,35   | 18,15  |
| 87   | Rusty Mitchell         | Stati Uniti      | 9,30        | 8,80   | 18,10  |
| 87   | Nenad Vidović          | Jugoslavia       | 9,20        | 8,90   | 18,10  |
| 87   | Graham Bond            | Australia        | 9,00        | 9,10   | 18,10  |
| 87   | Gheorghe Condovici     | Romania          | 8,95        | 9,15   | 18,10  |
| 91   | Gilbert Larose         | Canada           | 9,05        | 9,00   | 18,05  |
| 92   | Wilhelm Kubica         | Polonia          | 9,45        | 8,55   | 18,00  |
| 92   | Héctor Ramírez         | Cuba             | 9,10        | 8,90   | 18,00  |
| 94   | Ady Stefanetti         | Lussemburgo      | 9,00        | 8,95   | 17,95  |
| 95   | Liu Reng-Sun           | Taiwan           | 8,90        | 9,00   | 17,90  |
| 95   | Octavio Suárez         | Cuba             | 8,85        | 9,05   | 17,90  |
| 97   | Ui Yah-Tor             | Taiwan           | 9,00        | 8,80   | 17,80  |
| 98   | Lee Gwang-Jae          | Corea del Sud    | 9,45        | 8,25   | 17,70  |
| 99   | Art Shurlock           | Stati Uniti      | 9,25        | 8,40   | 17,65  |
| 99   | Carlos García          | Cuba             | 8,70        | 8,95   | 17,65  |
| 101  | Zagdbazaryn Davaanyam  | Mongolia         | 8,95        | 8,65   | 17,60  |
| 101  | Marc Faulks            | Australia        | 8,65        | 8,95   | 17,60  |
| 101  | Alfred Kucharczyk      | Polonia          | 8,30        | 9,30   | 17,60  |
| 104  | Barry Cheales          | Australia        | 8,50        | 9,00   | 17,50  |
| 104  | Yan Tai-San            | Taiwan           | 8,20        | 9,30   | 17,50  |
| 106  | Andrés González        | Cuba             | 8,65        | 8,80   | 17,45  |
| 106  | Carlos Alberto Pizzini | Argentina        | 8,50        | 8,95   | 17,45  |
| 108  | Félix Padron           | Cuba             | 8,55        | 8,85   | 17,40  |
| 108  | Lai Chu-Long           | Taiwan           | 8,35        | 9,05   | 17,40  |
| 110  | Jack Pancott           | Gran Bretagna    | 8,75        | 8,60   | 17,35  |
| 111  | John Mulhall           | Gran Bretagna    | 8,60        | 8,60   | 17,20  |
| 112  | Lyuben Khristov        | Bulgaria         | 9,30        | 7,80   | 17,10  |
| 113  | Ted Trainer            | Australia        | 8,60        | 8,45   | 17,05  |
| 113  | Pablo Luis Hernández   | Cuba             | 8,50        | 8,55   | 17,05  |
| 115  | Benjamin de Roo        | Australia        | 8,25        | 8,70   | 16,95  |
| 116  | Gang Su-Il             | Corea del Sud    | 8,85        | 8,00   | 16,85  |
| 116  | Jalal Bazargan-Vali    | Iran             | 8,15        | 8,70   | 16,85  |
| 118  | Lee Bu-Ti              | Taiwan           | 8,30        | 8,50   | 16,80  |
| 119  | Wang Shian-Ming        | Taiwan           | 8,15        | 8,55   | 16,70  |
| 120  | Seo Jae-Gyu            | Corea del Sud    | 7,10        | 9,45   | 16,55  |
| 121  | Doug MacLennan         | Australia        | 7,40        | 8,80   | 16,20  |
| 122  | Bandu Bhosle           | India            | 6,80        | 8,10   | 14,90  |
| 123  | Trilok Singh           | India            | 6,10        | 8,05   | 14,15  |
| 124  | Anant Ram              | India            | 6,80        | 6,60   | 13,40  |
| 125  | Vithal Karande         | India            | 6,35        | 6,75   | 13,10  |
| 126  | Jagmal More            | India            | 5,30        | 7,75   | 13,05  |
| 127  | Mohamed Ibrahim        | Rep. Araba Unita | 8,20        | -      | 8,20   |
| 128  | Darshan Mondal         | India            | 7,80        | -      | 7,80   |

### Finale
| Pos.    | Atleta            | Nazione          | P.Q   | Finale | Totale |
| ------- | ----------------- | ---------------- | ----- | ------ | ------ |
| Oro     | Yukio Endō        | Giappone         | 9,775 | 9,900  | 19,675 |
| Argento | Shūji Tsurumi     | Giappone         | 9,750 | 9,700  | 19,450 |
| Bronzo  | Franco Menichelli | Italia           | 9,650 | 9,700  | 19,350 |
| 4       | Sergej Diomidov   | Unione Sovietica | 9,675 | 9,550  | 19,225 |
| 5       | Viktor Lisitsky   | Unione Sovietica | 9,750 | 9,450  | 19,200 |
| 6       | Miroslav Cerar    | Jugoslavia       | 9,750 | 8,700  | 18,450 |